# Thyestilla
Thyestilla  (лат.) — род жесткокрылых из семейства усачей.

## Описание
Надкрылья по шву и по бокам, от плечевого бугорка до ската, с белой волосистой каёмкой или однотонно тёмные, без каёмки.

## Систематика
В составе рода:
- Thyestilla coerulea Breuning, 1943
- Thyestilla gebleri (Faldermann, 1835)